# Reece Ritchie
Reece Ritchie (Lowestoft, 23 luglio 1986) è un attore inglese.

## Biografia
Ritchie ha frequentato la Benjamin Britten High School a Lowestoft, e più tardi divenne un membro il National Youth Theatre. Recitò in un teatro a Lowestoft ed in seguito ebbe ruoli in film e televisione. Dopo essere stato notato da un direttore di un casting durante una dei suoi monologhi al Soho Theatre a Londra, Ritchie fu suggerito per un ruolo nel film epico 10.000 AC di Roland Emmerich.

## Filmografia

### Cinema
- Saddam's Tribe: Bound by Blood (2007)
- 10.000 AC (10,000 BC), regia di Roland Emmerich (2008)
- Amabili resti (The Lovely Bones), regia di Peter Jackson (2009)
- Triage, regia di Danis Tanović (2009)
- Prince of Persia - Le sabbie del tempo (Prince of Persia: The Sands of Time), regia di Mike Newell (2010)
- Hercules - Il guerriero (Hercules), regia di Brett Ratner (2014)

### Televisione
- The Bill – serie TV, episodio Up in Smoke (2007)
- Il giovane ispettore Morse (Endeavour) – serie TV, episodio 7x01 (2020)

## Doppiatori italiani
Nelle versioni in italiano delle opere in cui ha recitato, Reece Ritchie è stato doppiato da:
- Simone Veltroni in Amabili resti
- Luigi Morville in Prince of Persia - Le sabbie del tempo
- Gabriele Sabatini in Hercules - Il guerriero